# Silvio Suárez
Silvio Suárez (n. Itacurubí del Rosario, Paraguay, 5 de enero de 1969) es un exfutbolista paraguayo, que jugó como Defensa. Además fue convocado por la selección de su país, con la que disputó 5 ediciones de la Copa América.

## Clubes
| Club                   | País      | Año         |
| ---------------------- | --------- | ----------- |
| Olimpia                | Paraguay  | 1989 - 1998 |
| Talleres de Córdoba    | Argentina | 1999 - 2000 |
| Olimpia                | Paraguay  | 2001        |
| 12 de Octubre          | Paraguay  | 2002        |
| 12 de Octubre (Pirayú) | Paraguay  | 2008        |

## Palmarés
| Título                       | Club                | País      | Año  |
| ---------------------------- | ------------------- | --------- | ---- |
| Copa Libertadores de América | Olimpia             | Paraguay  | 1990 |
| Supercopa Sudamericana       | Olimpia             | Paraguay  | 1990 |
| Recopa Sudamericana          | Olimpia             | Paraguay  | 1991 |
| Torneo República             | Olimpia             | Paraguay  | 1992 |
| Primera División de Paraguay | Olimpia             | Paraguay  | 1993 |
| Primera División de Paraguay | Olimpia             | Paraguay  | 1995 |
| Primera División de Paraguay | Olimpia             | Paraguay  | 1997 |
| Copa Conmebol                | Talleres de Córdoba | Argentina | 1999 |